# Poio (kommun)
Poio är en kommun i Spanien. Den ligger i provinsen Pontevedra i den autonoma regionen Galicien i nordvästra delen av landet, 500 km nordväst om huvudstaden Madrid. Antalet invånare är 17 425 (2024). Arean är 34,08 kvadratkilometer.